# Edward Morley
Edward Williams Morley (29 de enero de 1838-24 de febrero de 1923) químico y físico estadounidense. Su mayor contribución a la física fue el experimento hecho en colaboración con Albert Michelson, para verificar la existencia del éter. El resultado fallido del experimento es uno de los sustentos fundamentales sobre los que se apoya la teoría de la relatividad especial de Einstein. 
Morley también trabajó en la composición de la atmósfera terrestre, la expansión térmica y la velocidad de la luz en un campo magnético.

## Biografía
Morley nació en Newark, Nueva Jersey. Era hijo de Anna Clarissa Treat y del reverendo Sardis Brewster Morley. Ambos padres eran de ascendencia colonial temprana y de origen puramente británico. Morley creció en West Hartford, Connecticut. Durante su infancia tuvo muy mala salud, por lo que fue educado por su padre en su hogar hasta los 19 años de edad.
En 1857 ingresó en el Williams College de Williamstown (Massachusetts), la alma mater de su padre. Se graduó en 1860 y en 1863 recibió su título de maestría. Alrededor de 1860 cambió gradualmente su atención de la química, que le había fascinado desde que era un niño, a la óptica y la astronomía. En 1860-1861 construyó un instrumento de tránsito y un cronógrafo, e hizo la primera determinación precisa de la latitud del observatorio de la universidad. Esta determinación fue el tema de su primer trabajo publicado, que fue leído ante la Asociación Estadounidense para el Avance de la Ciencia en 1866.
Por consejo de sus padres, Morley entró en el Seminario Teológico de Andover en 1861 y terminó los cursos en 1864. Fue aquí, probablemente, donde adquirió un buen conocimiento del hebreo. De 1866 a 1868 fue profesor en una escuela privada, y más tarde, en 1868, fue destinado a predicar en una pequeña parroquia rural en Ohio. Casi al mismo tiempo, fue nombrado profesor de química en la Universidad Western Reserve (entonces situada en Hudson (Ohio) y más tarde se trasladó a Cleveland y obtuvo una plaza de docente en la Case Western Reserve University, donde permaneció hasta su retiro en 1906. Este nombramiento fue el punto de inflexión en su carrera. En 1873 también se convirtió en profesor de química en el Cleveland Medical College, pero renunció a este puesto en 1888 para poder dedicar más tiempo a la investigación. Justo antes de pasar a Hudson, se casó con A. Imbella Birdsall.
Durante su residencia en Cleveland, Morley recopiló una de las mejores colecciones privadas de publicaciones periódicas químicas de América. Incluso incluyó revistas rusas y aprendió lo suficiente de esta lengua como para poder usarlas. Después de su retiro de la enseñanza, la universidad adquirió su biblioteca, que se depositó en el laboratorio de química que lleva su nombre. En 1906, Morley se trasladó a West Hartford, Connecticut, donde construyó una pequeña casa y un laboratorio para sus estudios personales de rocas y minerales.
Morley no fue un escritor prolífico, y publicó tan solo 55 artículos. Sobrevivió a su esposa por solo unos pocos meses, y murió después de una operación quirúrgica, en el Hospital de Hartford en 1923.

## Investigación

### Óptica y astronomía

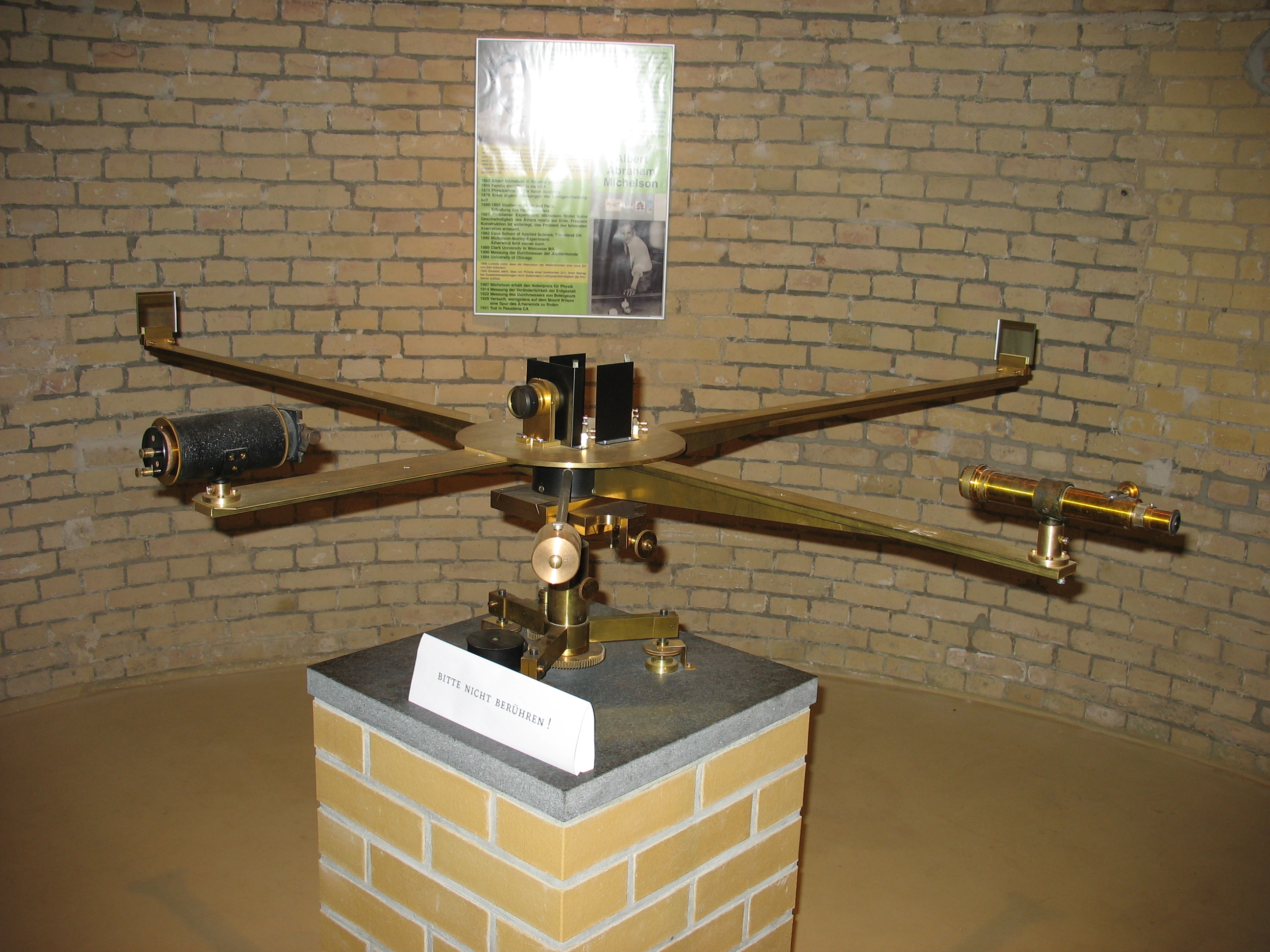
Réplica del interferómetro de Michelson y Morley

El trabajo más significativo de Morley se centró en los campos de la física y la óptica, colaborando con el físico Albert A. Michelson durante varios años a partir de 1887. Establecieron, ejecutaron y mejoraron sus técnicas muchas veces en lo que hoy se conoce como Experimento de Michelson y Morley. Este famoso ensayo consistió en realizar mediciones cada vez más precisas de la velocidad de la luz en varias direcciones, y en diferentes momentos del año para tener en consideración el giro de la Tierra en su órbita alrededor del Sol. Michelson y Morley encontraron de forma sistemática que la velocidad de la luz no variaba en absoluto, y que era independiente de la dirección de medida, o de la posición de la Tierra en su órbita, obteniendo lo que se denomina un "resultado nulo" en sus experimentos para intentar detectar variaciones en la velocidad de la luz.
Morley y Michelson nunca consideraron que estos resultados nulos refutaban la hipótesis de la existencia del "éter luminífero", en el que se pensaba que se propagaban las ondas electromagnéticas. Sus resultados nulos llevaron al físico irlandés George Francis FitzGerald a postular lo que ahora se denomina contracción de FitzGerald-Lorentz de los objetos físicos en la dirección de su movimiento en sistemas de referencia inerciales.
Sin embargo, otros científicos llegaron a la conclusión de que no existía el éter. Los resultados de los experimentos de Michelson-Morley apoyaron fuertemente el postulado de Albert Einstein en 1905 de que la velocidad de la luz es una constante en todos los sistemas inerciales contenido en su Teoría especial de la relatividad.
Morley también colaboró con Dayton Miller en experimentos positivos sobre el éter después de su trabajo con Michelson. El propio Morley realizó por su cuenta mediciones de la velocidad de la luz cuando atraviesa un campo magnético fuerte. También estudió la expansión térmica de los materiales sólidos.

### Química
En el Western Reserve College, Morley se dedicó a enseñar no solo química, sino también geología y botánica, lo que le dejó poco tiempo para la investigación. Sin embargo, encontró tiempo durante los primeros diez años en Hudson para publicar cinco artículos, sobre todo sobre la exactitud de las mediciones.
En química, su campo original, Morley había trabajado en la determinación de los valores precisos de la composición de la atmósfera terrestre y los pesos de sus gases. Su trabajo sobre el peso atómico del oxígeno abarcó un período de once años. Morley dedicó mucho tiempo
a la calibración de los instrumentos y a la mejora de la precisión de las mediciones en el mayor grado posible (aproximadamente 1 parte por 10 000). En 1895 Morley introdujo un nuevo valor para la relación entre el peso atómico del oxígeno y el del hidrógeno, proporcionando la determinación más precisa del peso atómico del oxígeno en aquel momento. La investigación de Morley sobre el peso atómico del oxígeno fue reconocido como un Hito Histórico Químico Nacional por la Sociedad Química norteamericana en 1995.

## Honores

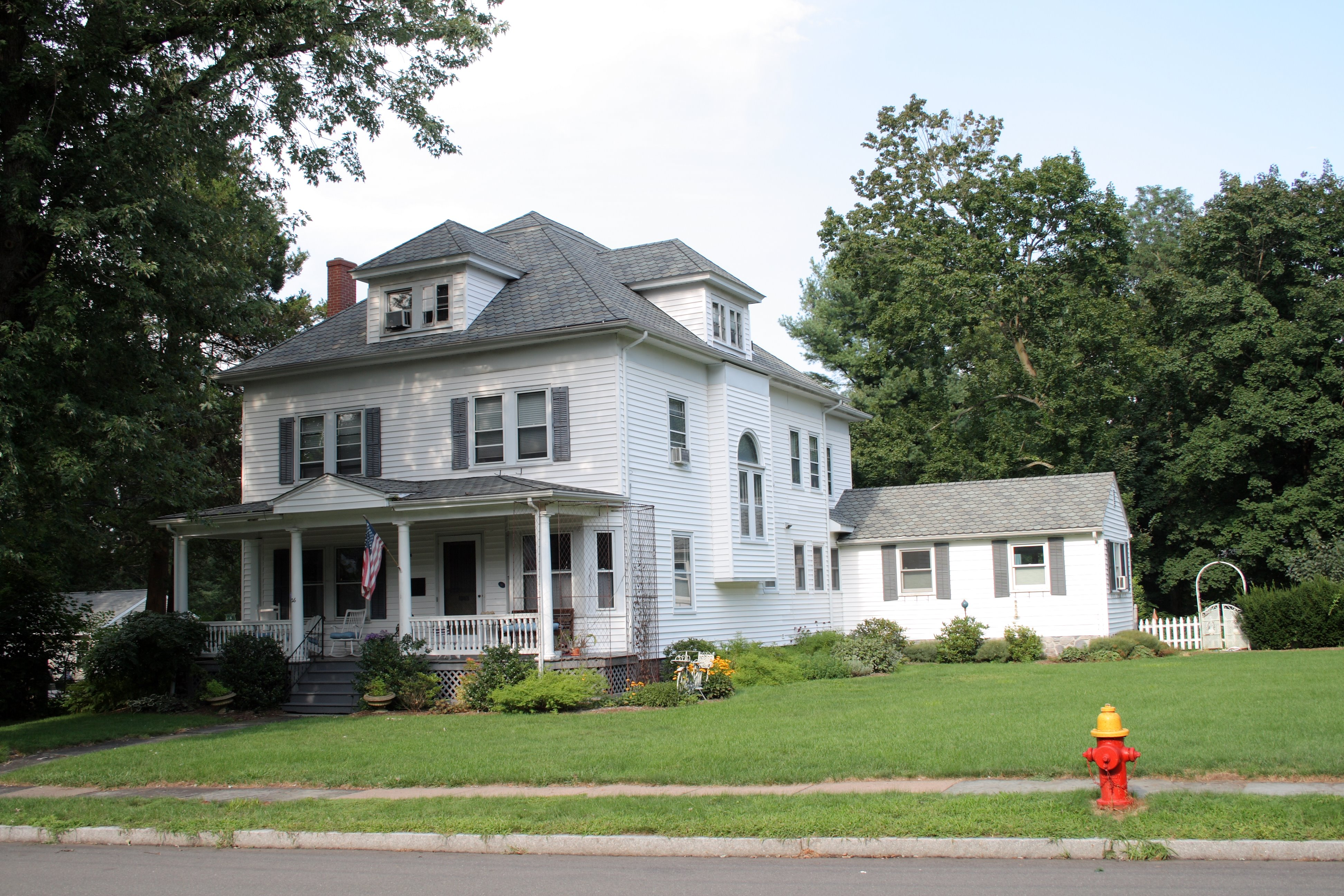
Edward W. Morley House (agosto de 2008)

- Presidente de la Asociación Estadounidense para el Avance de la Ciencia en 1895.
- Presidente de la Sociedad Química norteamericana en 1899.
- Medalla Davy de la Royal Society de Londres en 1907.
- Medalla Elliott Cresson, otorgada por el Instituto Franklin de Pensilvania en 1912, por sus importantes contribuciones a la ciencia de la química.[1]
- Premio Willard Gibbs de la Sección de Chicago de la Sociedad Química norteamericana en 1917.[3]

## Eponimia
- El cráter lunar Morley que lleva este nombre en su memoria.[4]
- La Escuela Elemental Morley en West Hartford (Connecticut) que también lleva su nombre.
- El Laboratorio Científico Morley en el campus de la Universidad Williams.
- Su casa en West Hartford (la Edward W. Morley House) se declaró Hito Nacional Histórico en 1975.
- El Premio Michelson-Morley, otorgado por la Universidad Case de la Reserva Occidental.